# Palasport Gioia del Colle
Il palasport Gioia del Colle, noto anche come PalaCapurso è il palazzetto dello sport più importante di Gioia del Colle, costruito per ospitare le partite interne del Gioia del Volley.
È stato intitolato alla memoria di Pinuccio Capurso, fondatore e primo presidente della locale squadra di pallavolo ASPC Gioia del Colle, ora Gioia del Volley.

## Eventi

### Sport
Il PalaCapurso ospitata regolarmente le partite interne del Gioia del Volley, in particolare nelle stagioni 2003-2004 e 2004-2005 in cui la squadra di pallavolo ha militato nella serie A1 maschile fino allo scioglimento del 2010.
Anche la A.S.D. New Volley Gioia gioca le partite interne del campionato italiano di pallavolo femminile al PalaCapurso, nella stagione 2011-2012 la squadra milita nella serie C.
Dalla stagione 2014-2015 è sede delle gare interne della New Real Volley Gioia, militante nel campionato nazionale di serie B maschile e dalla stagione 2017 in A2.
Per quanto riguarda la pallavolo internazionale, il PalaCapurso ha ospitato le qualificazioni al campionato europeo di pallavolo maschile 2011 (giocato in Austria e Repubblica Ceca dal 10 al 18 settembre 2011), che vide la nazionale italiana maschile vincere tutte le gare del girone, contro Turchia, Bielorussia e Romania.
Ha, inoltre, ospitato la finale della Coppa Italia di Serie A2 di pallavolo maschile 2002-2003.
Nel Palazzetto si svolgono anche le attività di basket delle Associazioni locali
In passato è stato utilizzato anche per concerti musicali.